# Marian Marzyński
Marian Marzyński (ur. 12 kwietnia 1937 w Warszawie jako Marian Kuszner, zm. 4 kwietnia 2023 w Miami) – polski reżyser i scenarzysta.

## Życiorys
Urodził się w żydowskiej rodzinie Kusznerów, pochodzącej z Łęczycy. Przez swoją matkę, Bronisławę, był spokrewniony z pisarką Agatą Tuszyńską.
W czasie II wojny światowej znalazł się w warszawskim getcie. Był absolwentem X Szkoły Ogólnokształcącej TPD w Warszawie (matura 1953).
Pracę zawodową rozpoczął w Polskim Radiu, następnie był dziennikarzem i twórcą popularnych telewizyjnych programów: Turniej Miast,  Lot, Wszyscy jesteśmy sędziami. Po wydarzeniach marcowych w 1968 wyjechał do Danii, a następnie do Stanów Zjednoczonych, gdzie rozpoczął pracę w nowo powstałej szkole filmowej Rhode Island School of Design. Uczył młodych amerykańskich filmowców, m.in. Gusa Van Santa.
Za film Sztetl (1996) otrzymał Grand Prix na Festiwalu Cinema du Réel w Paryżu.

## Filmografia
- Powrót statku (1963)[6]
- Pożegnanie z ojczyzną (1964)[7]
- Przed turniejem (1965)[8]
- Powrót do Polski (1980)
- Witamy w Ameryce (1984)
- Zakłady na loterii (1990)
- Sztetl(inne języki) (1996)
- Anya (2004)
- Żyd wśród Niemców (2005)
- Nigdy nie zapomnij kłamać (2013)[2]
- Do You Speak Chopin? (2016)[9]